# ميكويان جوريفيتش ميج-1
ميكويان جوريفيتش ميج-1 (روسية:Микоян-Гуревич МиГ-1) هي طائرة حربية سوفييتية استعملت في الحرب العالمية الثانية وعلى الرغم من كونها صعبة القيادة لكنها شكلت أساسا لطائرة الميج 3، والتي أثبتت أنها طائرة اعتراضية قادرة على التحليق في ارتفاعات عالية وأسست سمعة لمصمميها.

## تطوير الطائرة وتاريخها
صممت الميج-1 كرد على طلب القوات الجوية السوفيتية مقاتلة بمحرك على خط واحد في يناير 1939. في البداية سميت الطائرة I-200، وصممت في مكتب بوليكاربوف للتصميم. بدأ العمل في يونيو 1939 تحت توجيهات نيكولاي بوليكاربوف ومساعده تيتيفيكين. كان بوليكاربوف يفضل المحرك التقليدى النصف قطرى (Radial Engine) وقدم محركا من تصميمه هو I-180، ولكن عندما أصبح المحرك على خط واحد ميكولين أ.م-37 (Mikulin AM-37) القوى جاهزا، قرر استخدامه في المقاتلة.
اختار بوليكاربوف بناء أصغر طائرة ممكنة في مدى المحرك المطلوب، وبذلك يقلل من الوزن وقوى المقاومة -أي نظرية الطائرة الخفيفة. كما حدد قبل التصميم كان يجب أن تكون الطائرة قادرة على الوصول إلى سرعة 670 كيلومتر/ساعة (417 ميل/ساعة). في أغسطس 1939، عين بوليكاربوف ن.أندريانوف مصمما رئيسيا في المشروع. في هذا الوقت أصبح ستالين غير راض عن بوليكاربوف وكانت النتيجة هي أن الغت السلطات السوفييتية فريق التصميم الخاص به عندما كان في رحلة لمشاهدة الصناعات الجوية الألمانية وقاموا بتكوين فرع للأبحاث يرأسه أرتم ميكويان وميخائيل جوريفيتش، وقد ظل هذا الفرع منتميا رسميا لمكتب تصميم بوليكاربوف حتى يونيو 1940. وقد كلف كل من ميكويان جوريفيتش بالعمل على تطوير تصميم I-200، والذين عرفا بعد ذلك (و ليس لهم كل الحق) بأنهم مصممى الطائرة.
كانت النتيجة هي طائرة تقليدية إلى حد بعيد، وقد طارت حسب الجدول الزمنى في 5 إبريل 1940، ومع أن المحرك المخطط لها لم يكن جاهزا في الميعاد المحدد. قام بالرحلة الجوية الأولى لهذه الطائرة «أركاديج أيكاتوف» من مطار «خودينكا» (فرونز) في موسكو، وقد استطاعت أن تحقق سرعة 648.5 كم / ساعة على ارتفاع 6900 متر. بالمقابل استخدم بالطائرة المحرك الأضعف AM-35 ومع ذلك حطمت الطائرة الرقم القياسي السوفييتي في السرعة في الجو بفارق 40 كيلومترا في الساعة. ولكن الطائرة لم تستطع أن تحقق السرعة المحددة مسبقا لهذا المحرك. وضعت ال I-200 في خطوط الإنتاج فورا، في 31 مايو 1940.
بعكس بقية التصميمات السوفييتية المنافسة لهذا الطائرة، نجحت ال I-200 في اختيارات الطيران في أغسطس 1940 في أول اختبار لها. بنهاية هذا العام سلمت الطائرة إلى عدد من تشكيلات الاختبار حيث اكتشف أن الحمل على الأجنحة كبير وسبب مشاكل في التحكم بالطائرة والتوجيه.
وصلت تقارير بهذه المشاكل إلى ميكويان وجوريفيتش وعمل الاثنان على معالجتها ومزج عدد من التصميمات والقيام بالعديد من التغييرات التصميمية. كما قاموا بزيادة مدى الطائرة القتالى بزيادة استيعاب خزان الوقود. قامت الطائرة المعدلة بالطيران في 29 أكتوبر 1940 وطبقا لنظام التسمية الجديد منذ 9 ديسمبر 1940 سميت المائة طائرة الأولى من ال I-200 باسم ميج 1 بينما سميت الطائرات المعدلة بعد ذلك باسم ميج 3.

## المشغلون
- الاتحاد السوفييتي

## مواصفات الطائرة ميج 1

### الصفات العامة
- الطاقم: 1.
- الطول: 8.16 متر.
- المسافة بين الجناحين: 10.20 متر.
- الارتفاع: 6.2 متر.
- مساحة الأجنحة: 17.5 متر².
- الوزن فارغة: 2602 كجم.
- الوزن محملة: 3099 كجم.
- أقصى وزن: 3319 كجم.
- المحرك: محرك واحد من نوع Mikulin AM-35، مبرد بالماء، ينتج 1350 حصانا.

### الأداء
- السرعة القصوى: 657 كيلومتر/ساعة.
- المدى: 580 كيلومتر.
- أقصى ارتفاع: 12000 متر.
- معدل الصعود: 16.8 متر/ثانية.
- الحمل على الأجنحة: 177 كيلوجرام/متر².
- نسبة القدرة/وزن: 0.32 كيلو وات/كيلوجرام.

### التسليح
- 1 × 12.7 مم رشاش من نوع برزين BS.
- 2 × 7.62 مم رشاشين من نوع ShKAS.